# 梦幻鬼鱼
梦幻鬼鱼（学名：Guiyu oneiros）是一种已灭绝的硬骨鱼，其化石存在于志留纪地层（距今4.19亿年前）。其第一个完整的化石标本2008年5月由中国科学院古脊椎动物与古人类研究所的朱敏等人发现于中国云南曲靖（潇湘生物群）。这也是迄今发现的全球最古老的完整的硬骨鱼化石。

## 命名
梦幻鬼鱼的学名“Guiyu oneiros”中属名“Guiyu”是“鬼鱼”的拼音—guǐyú，而种名“oneiros”是希腊语中“梦”的意思。